# 2013年德国大奖赛
2013年德国大奖赛（官方名称：Formula 1 Großer Preis Santander von Deutschland 2013）是一项将于2013年7月5日-7日在德国尼尔堡的纽博格林赛道举办的一级方程式赛车比赛。这场比赛是2013年世界一级方程式锦标赛的第九轮，也是第74届德国大奖赛。
梅赛德斯车队的路易斯·汉密尔顿在排位赛中摘得杆位。红牛车队的塞巴斯蒂安·维特尔在正赛中赢得冠军。

## 赛事简报

### 背景
由于在上周的比赛中发生了4次爆胎，国际汽联宣布在将于7月17日-19日举行的的青年车手测试中，各支车队将可以派遣主力车手上场以帮助改进轮胎，并且若有必要可以再延长一天，而根据测试门的判决结果，梅塞德斯车队将不被允许参与本次测试。国际汽联主席让·托德邀请倍耐力参加本周三在纽博格林举办的的运动工作委员会以寻求轮胎问题的解决方案。国际汽联放宽了轮胎测试规定，允许倍耐力在接下来的两次轮胎测试中使用现役的赛车。倍耐力将为本站比赛带来在加拿大测试过的使用凯夫拉带的改进款轮胎。与此同时，车队将被禁止交换左右后轮，对于胎压和轮胎倾角也将有更严格的限制。到匈牙利站，全新的使用2012款结构和2013款配方的轮胎将被引入，这些轮胎会在青年车手测试中第一次亮相。
本站比赛将有两段DRS区域，第一个检测点位于10号弯前45米，第一个激活点位于11号弯后55米，第二个检测点位于15号弯前40米，第二个激活点位于15号弯后135米。
倍耐力为本站比赛带来的是白色标记的中性胎(首选胎)和黄色标记的软胎(备选胎)。

### 第一次练习赛
| 名次 | 车手            | 车队              | 成绩     | 差距   |
| ---- | --------------- | ----------------- | -------- | ------ |
| 1    | 路易斯·汉密尔顿 | 梅赛德斯          | 1:31.754 |        |
| 2    | 尼科·罗斯伯格   | 梅赛德斯          | 1:31.973 | +0.219 |
| 3    | 马克·韦伯       | 红牛-雷诺         | 1:32.789 | +1.035 |
| 4    | 艾德里安·苏蒂尔 | 印度力量-梅赛德斯 | 1:32.822 | +1.068 |
| 5    | 基米·莱科宁     | 路特斯-雷诺       | 1:32.956 | +1.202 |

自从本节中段过后，梅塞德斯双雄路易斯·汉密尔顿和尼科·罗斯伯格就牢牢霸占了排行榜的头两名，领先所有对手超过1秒。红牛车队的马克·韦伯是离他们最近的车手，以微弱的优势排在印度力量车队的艾德里安·苏蒂尔身前。法拉利车队的费尔南多·阿隆索度过了一个失望的上午，他因为电子故障没能做出有效成绩。而他的主要竞争对手，积分榜领跑者塞巴斯蒂安·维特尔仅列第八，落后自己的队友将近半秒。鲁道夫·冈萨雷斯取代儒勒·比安奇为玛鲁西亚车队出战，在所有做出成绩的车手中排名最后。

### 第二次练习赛
| 名次 | 车手              | 车队        | 成绩     | 差距   |
| ---- | ----------------- | ----------- | -------- | ------ |
| 1    | 塞巴斯蒂安·维特尔 | 红牛-雷诺   | 1:30.416 |        |
| 2    | 尼科·罗斯伯格     | 梅赛德斯    | 1:30.651 | +0.235 |
| 3    | 马克·韦伯         | 红牛-雷诺   | 1:30.683 | +0.267 |
| 4    | 罗曼·格罗斯让     | 路特斯-雷诺 | 1:30.843 | +0.427 |
| 5    | 基米·莱科宁       | 路特斯-雷诺 | 1:30.848 | +0.432 |

塞巴斯蒂安·维特尔用软胎做出的第一个计时圈就成为了本周末到目前为止的最快成绩，并且在本节的剩余时间里也无人能够撼动。尼科·罗斯伯格的成绩使得德国车手在家乡包揽前两名。维特尔的红牛队友马克·韦伯，这条赛道前两次大奖赛的杆位获得者，在使用中性胎时全场最快，当大家换上软胎以后，他与上午一样排名第三。罗曼·格罗斯让以千分之5秒的优势战胜队友排在第四。而法拉利车队的车手之间差距更为微小，费尔南多·阿隆索仅比菲利佩·马萨快0.003秒排名第6。

### 第三次练习赛
| 名次 | 车手              | 车队      | 成绩     | 差距   |
| ---- | ----------------- | --------- | -------- | ------ |
| 1    | 塞巴斯蒂安·维特尔 | 红牛-雷诺 | 1:29.517 |        |
| 2    | 尼科·罗斯伯格     | 梅赛德斯  | 1:30.193 | +0.676 |
| 3    | 马克·韦伯         | 红牛-雷诺 | 1:30.211 | +0.694 |
| 4    | 费尔南多·阿隆索   | 法拉利    | 1:30.621 | +1.104 |
| 5    | 菲利佩·马萨       | 法拉利    | 1:30.639 | +1.122 |

本节比赛的前三甲顺序与第二次练习赛完全相同，塞巴斯蒂安·维特尔在最后1分钟用软胎做出了震惊全场的圈速，遥遥领先于所有对手，成为唯一一个在90秒内跑完一圈的车手。周五曾经夺得过头名的路易斯·汉密尔顿比自己的队友慢了0.6秒，仅列第七，他整节比赛都在抱怨赛车尾部缺乏稳定性。尼克·胡肯伯格和艾德里安·苏蒂尔名列第九和第十，使得在前十名中出现了4位德国本土车手。

### 排位赛
经过了练习赛中的挣扎以后，梅赛德斯车队的路易斯·汉密尔顿惊人地击败塞巴斯蒂安·维特尔拿下了杆位。汉密尔顿在最后一次练习赛中仍在与转向过度作斗争，但是随着排位赛中气温的升高，他重拾了竞争力。在尼科·罗斯伯格与第二阶段排位赛中被淘汰并将从第11位发车之后，这个结果对于梅赛德斯来说是一种宽慰，尽管他们肯定希望他也能从头排起步。

#### 第一阶段
在排位赛开始时，纽博格林赛道的温度升至39℃，比练习赛高出10℃。由于软胎比中性胎单圈大约快1.5秒，大部分车手选择前者来度过第一节。而红牛是个例外，他们的两位车手只使用了中性胎确保了第二阶段的名额。威廉姆斯车队从一开始就知道进入第二节将会非常困难，所以他们让两位车手都使用了软胎，但是这也无济于事，瓦尔特利·博塔斯名列第17，只比埃斯特班·古铁雷斯慢了0.012秒。和往常一样，卡特汉姆车队和玛鲁西亚车队都被淘汰了，查尔斯·皮克是这四个人中最快的，但是仍然比威廉姆斯FW35赛车慢了1秒多。

#### 第二阶段
梅赛德斯为他们在最后时刻把车手留在车库的决定付出了惨痛的代价，法拉利车队和路特斯车队的提升令罗斯伯格落到了危险区之中。迈凯伦车队的简森·巴顿跑出了漂亮的一圈，冲进了前十，并以小于百分之六秒的优势将罗斯伯格挤入淘汰区。车手们在第二阶段尾声的大幅进步将红牛车队拉下了头名的宝座。菲利佩·马萨，基米·莱科宁和费尔南多·阿隆索分列三甲。但是法拉利过快地消耗了他们的软胎，为第三阶段埋下了隐患。印度力量车队全军覆没，使得尼克·胡肯伯格顺利进入第三节。丹尼尔·里奇亚多也同样突破第二节，比他的队友快了超过1秒。

#### 第三阶段
法拉利一开始就让两位车手搭载软胎上场，但是没有让他们做出有效成绩就将其召回，换上了中性胎。他们都用这套较慢的轮胎做出了成绩，并且明天也将用这套轮胎起步。巴顿注意到了法拉利的算盘，他向车队指出他不可能击败他们，于是迈凯伦中止了他的单圈。尼克·胡肯伯格也选择了不做成绩，这样一来只剩下六位车手争夺杆位。汉密尔顿借助他的W04赛车的强大实力不断对维特尔施压。当红牛车手做出他的最终成绩时在最后一个计时段出现了一个小失误，但是他仍然暂时夺得了第一。然而，他的梅赛德斯对手更为强大，以1:29.398锁定杆位，这是汉密尔顿连续第二个杆位，也是他职业生涯第29杆，这让他在杆位总数上追平了胡安·曼努埃尔·范吉奥，在历史榜单上排名第七。

### 正赛
在经历了银石的闹剧之后，倍耐力迅速赶制了一站性的混合轮胎以防止更多赛中爆胎。如果再发生新的爆胎，大奖赛车手协会(GPDA)甚至威胁要罢赛。但是不管是在练习赛，排位赛，抑或是正赛中，都没有那样的迹象。关于轮胎的争论平息后，正赛见证了塞巴斯蒂安·维特尔顶住来自两位路特斯车手的猛烈进攻，最终达成了为数不多的他的一级方程式生涯中缺失的荣誉:赢得一场家乡大奖赛。

#### 红牛先声夺人
梅赛德斯车队的表现是本周末的主要话题，关于他们到底从与倍耐力的秘密测试中学到了什么仍然是一个疑问。路易斯·汉密尔顿驾驶W04赛车拿下了车队本赛季第6个杆位，他能否重现在银石爆胎之前的速度？
答案在灯灭后几秒之内就显现了:他不能。从第2和第3位起步的红牛双雄从两边分别超越了他，事实上第二排的马克·韦伯是起步最好的车手，但是由于在1号弯时处于外线，他不得不向维特尔让步。两辆路特斯占据着第4,5位，菲利佩·马萨处在他们身后，直到他在第4圈于1号弯令人惊讶地冲出赛道退赛。"很不幸，他在刹车时锁死了后轮，然后打滑了，这可能是因为缺乏抓地力。"法拉利技术总监帕特·弗莱(Pat Fry)这样解释道。马萨本是排位最高的中性胎车手，随着他的退出，费尔南多·阿隆索的F138现在是场上最靠前的搭载中性胎的赛车，他跟在丹尼尔·里奇亚多之后排在第7。

#### 法拉利赌博未果
排位赛后，法拉利表示他们不可能挑战红牛和梅赛德斯的前两排的位置，所以选择了使用较硬的轮胎，这可以帮助他们避免过早进站后陷入中游车阵的麻烦。然而，当轮胎加热毯被打开后，他们失望地发现只有四位其他车手使用了跟他们一样的策略。除此之外，许多在他们身后用软胎起步的车手在6圈之内就进站了，这大大缓解了领先的红牛和路特斯的压力。等到第6圈时，阿隆索已经落后维特尔10秒。汉密尔顿率先求变进站换胎，放过了他身后的两辆路特斯赛车。维特尔在下一圈进站来回应汉密尔顿，再下一圈基米·莱科宁也进站了。他出站后跟在汉密尔顿之后，而后者又跟在队友尼科·罗斯伯格之后。韦伯在第8圈的换胎是一场灾难，他的右后轮没有上紧他就被释放了。轮胎很快脱离了赛车并在维修区内弹跳，击中了一个摄影师，他随后被送往医院。韦伯花了两分钟才换上了备胎，那时他已经处于最后一位并且被套圈了。

#### 格罗斯让紧追不舍
一系列转折让罗曼·格罗斯让获得了领先。他在比赛初期曾抱怨莱科宁阻挡了他，现在他发现他的软胎仍然状态极佳。当莱科宁被束缚在梅赛德斯之后，一圈慢1.5秒时，格罗斯让令自己加入了争冠集团。他最终在第13圈换上中性胎，在出场圈超越简森·巴顿之后，他前方只剩下了维特尔。巴顿使用中性胎起步，现在仍未进站，与他相同的是处于第4的尼克·胡肯伯格。在他们身后，罗斯伯格被告知让汉密尔顿过去。尽管他尽了最大的努力，莱科宁还是跟着汉密尔顿一并超越了他。汉密尔顿很快发现他用中性胎的情况并不比软胎好多少，4圈之后，莱科宁超过了他。到第21圈，巴顿和胡肯伯格进站了，使得莱科宁上升至第3，尽管他落后队友超过10秒。而格罗斯让，用比维特尔新6圈的轮胎，已经将与领跑者的差距从4秒缩短为2秒。格罗斯让令人印象深刻的第一段比赛使他以意想不到的姿态成为竞争者，他相对于维特尔有速度和策略上的优势，但是安全车的出动葬送了后者，而出动的原因却非常诡异。

#### 无人驾驶的玛鲁西亚引起麻烦
在驶向veedol之字弯的过程中儒勒·比安奇的引擎爆缸了，一连串浓烟和一缕火舌从他的赛车后部窜出。比赛工程师保罗·戴维森(Paul Davison)催促他启动消防系统并逃往安全地带。他照做了，火也很快被扑灭，但是一辆无人赛车被留在了斜坡上。重力有无可避免的作用，不久后，MR02赛车因为惯性滑下了山坡并且令人恐惧的在领先车手到来时横穿赛道。安全车迅速被触发，但是在玛鲁西亚赛车去到安全位置前，清理赛道的进程被一块广告牌所延缓。大部分仍有人驾驶的赛车冲入了维修区。转瞬之间，格罗斯让及损失了相对于维特尔的策略优势，又损失了相对于队友的时间优势。此时阿隆索处在第4，在巴顿和胡肯伯格之前。汉密尔顿在安全车之前已经完成了第二次换胎，找回了一些损失的时间。这次变故对于韦伯来说求之不得，他得以解除套圈。拥有了新胎的优势，他知道在下半场比赛中得分已经成为可能。

#### 维特尔的KERS困扰
领跑者在比赛重启时守住了位置，但在第34圈他遇到了麻烦:他的KERS失灵了。路特斯的车手们借机追进，他们两个已经在红牛车手的1.4秒之内，并且都可以在两段区域中使用DRS尝试超越。维特尔承受住了暴风骤雨般的进攻，在KERS失效期间调整刹车平衡，然后在KERS恢复后重新推进。格罗斯让一直留在DRS距离之内，然而在第38圈，莱科宁掉出了队友的1秒区之外。由于未能抓住机会超过维特尔，路特斯分离了两位车手的策略。他们最好的赌注就是让他们的一位车手早进站来超过维特尔，于是格罗斯让在第40圈被召回。这是他比赛中最快的一次进站。但是维特尔下一圈进站时的圈速比他快了0.4秒，保持住了头名。在他的比赛工程师的鞭策之下，维特尔脚踏实地，确保莱科宁不会跑开太远以至于进站之后仍然领跑。可是说起来容易做起来难，因为他还要超越其他人，首当其冲的就是汉密尔顿。梅赛德斯不想因为与他们无法击败的对手缠斗而在策略上妥协，并且据此警告他。"你是说让他过去吗？"汉密尔顿问。"不要浪费时间挡他。"他的工程师回答。汉密尔顿没有让维特尔的日子好过，迫使红牛车手在第一计时段绕了一段远路。但是他最终不得不向对手缴械，维特尔只向莱科宁损失了0.4秒。

#### 莱科宁后继乏力
路特斯并不需要召回莱科宁并且考虑让他留在赛道上。通信问题让他们没能做出决定，但他们可以听见莱科宁说轮胎感觉很好。然而，他还是在第49圈被召回。"我们能看到轮胎性能的衰退，"赛道执行总监阿兰·佩曼(Alan Permane)如是说。阿隆索与他同圈进站，法拉利车手终于换上了软胎。一开始，他享受着新胎的优势，做出了比赛的最快圈速，比莱科宁快0.7秒。莱科宁出站后离维特尔不到4秒，他们中间隔了一个格罗斯让。这个三人组不得不通过一系列的慢车:争斗中的卡特汉姆和马克斯·齐尔顿。套圈完成后，格罗斯让收到车队消息告诉他莱科宁用了不同的策略——他连续第二场比赛需要让过队友。软胎在排位赛时比中性胎快1.5秒，在比赛中，一些优势会因为持续性而牺牲，但尽管如此路特斯失望的发现莱科宁没有像预期的一样快速追进维特尔。"我们本来期望他的最后一套软胎能更快一点，"佩曼承认。莱科宁直到最后一圈才近到足以在直道上按下DRS按钮。但2011年加拿大大奖赛的情景无法重演——维特尔保持理智，冲过最后一个弯角，拿下了本赛季第4个也是职业生涯第30个分站冠军，这是他第一次赢得家乡的比赛。

#### 迈凯伦最后一圈崩盘
最后一圈开始时，格罗斯让正承受着来自阿隆索的压力，他们之间只差了0.7秒。但法拉利车手丢失了速度，并在迎接格子旗之后立刻停下了赛车。法拉利表示他们担心会没有足够的燃油来提供样本——尽管他们有机会在安全车期间省油。巴顿在最后一圈被汉密尔顿夺走了第5，他怪罪于被套圈的卡特汉姆车手们。"当你在抢位置时，你希望慢车能让开，就算他们自己也在争斗，"他说自己在超过他们时损失了一秒半之多。而对于迈凯伦车队更祸不单行的是塞尔希奥·佩雷斯也在最后一圈被后来居上的韦伯超越。保罗·迪·雷斯塔在安全车出洞后没有进站，因此在尾声阶段他十分挣扎，印度力量车手在最后3圈跌出了前十，使得罗斯伯格和胡肯伯格获得了最后两个积分区的位子。在从充满希望的第6起步之后，里奇亚多不能压榨出中性胎的速度并且从未能够对积分区发起过冲击，他拿下了第12，而队友让-埃里克·维尔格尼因为液压故障退赛。帕斯托·马尔多纳多在最后一停前位列第7。但他的进站是威廉姆斯车队由于换胎枪而发生的三次严重失误中的一次，他最终以第15名完赛，是最后一个没有被套圈的车手，跟在艾德里安·苏蒂尔和埃斯特班·古铁雷斯之后。在另一辆威廉姆斯中的瓦尔特利·博塔斯有两次这样的进站，因此被套圈了。查尔斯·皮克在还剩2圈时超过队友，那时巴顿正被他挡在身后。齐尔顿是最后一个完赛的车手。

#### 红牛傲然屹立
尽管近几场比赛展现了高度的不确定性，维特尔和他的红牛却始终不为所动。如果不是因为一个变速箱问题，卫冕冠军可能已经夺得了三连冠。尽管看起来RB9赛车并不像它的前几任那样充满统治力，而且也没有与对手一样的稳定性，但是红牛犀利的战术与维特尔冷静的头脑相结合，拿下了一场他们的对手自认为应该获胜的比赛。他们很幸运，每场比赛都有不同的竞争对手:在德国，路特斯只差1秒就可以胜过他们。在英国，梅赛德斯把他们逼到了极限。在加拿大，追赶者则是法拉利。但他们之间达成了一种良好的平衡，而定于下站更改的轮胎可能再次搅乱竞争格局。但起码现在维特尔可以沉浸在家乡获胜的喜悦之中，他称之为"如释重负"。"在德国比赛使一种恩赐——能在家乡有一场大奖赛，"他说，"我想我可能需要一些时间来接受这个结果，但我今天非常自豪。"
本站比赛过后，维特尔将积分领先扩大到了34分。车队方面，红牛仍然遥遥领先，而梅赛德斯和法拉利对于榜眼的争夺持续白热化，梅赛德斯车队延续上一分站赛继续保持3分领先优势。
赛后，红牛车队和印度力量车队因为不安全释放分别被罚款30000欧元和5000欧元。

## 赛事结果

### 排位赛
| 名次               | 车号 | 车手               | 车队              | 第一阶段 | 第二阶段 | 第三阶段 | 发车位 |
| ------------------ | ---- | ------------------ | ----------------- | -------- | -------- | -------- | ------ |
| 1                  | 10   | 路易斯·汉密尔顿    | 梅赛德斯          | 1:31.131 | 1:30.152 | 1:29.398 | 1      |
| 2                  | 1    | 塞巴斯蒂安·维特尔  | 红牛-雷诺         | 1:31.269 | 1:29.992 | 1:29.501 | 2      |
| 3                  | 2    | 马克·韦伯          | 红牛-雷诺         | 1:31.428 | 1:30.217 | 1.29.608 | 3      |
| 4                  | 7    | 基米·莱科宁        | 路特斯-雷诺       | 1:30.676 | 1:29.852 | 1:29.892 | 4      |
| 5                  | 8    | 罗曼·格罗斯让      | 路特斯-雷诺       | 1:31.242 | 1:30.005 | 1:29.959 | 5      |
| 6                  | 19   | 丹尼尔·里奇亚多    | 红牛二队-法拉利   | 1:31.081 | 1:30.223 | 1:30.528 | 6      |
| 7                  | 4    | 菲利佩·马萨        | 法拉利            | 1:30.547 | 1:29.825 | 1:31.126 | 7      |
| 8                  | 3    | 费尔南多·阿隆索    | 法拉利            | 1:30.709 | 1:29.962 | 1:31.209 | 8      |
| 9                  | 5    | 简森·巴顿          | 迈凯伦-梅赛德斯   | 1:31.181 | 1:30.269 |          | 9      |
| 10                 | 11   | 尼克·胡肯伯格      | 索伯-法拉利       | 1:31.132 | 1:30.231 |          | 10     |
| 11                 | 9    | 尼科·罗斯伯格      | 梅赛德斯          | 1:31.322 | 1:30.326 |          | 11     |
| 12                 | 14   | 保罗·迪·雷斯塔     | 印度力量-梅赛德斯 | 1:31.322 | 1:30.697 |          | 12     |
| 13                 | 6    | 塞尔希奥·佩雷斯    | 迈凯伦-梅赛德斯   | 1:31.498 | 1:30.933 |          | 13     |
| 14                 | 12   | 埃斯特班·古铁雷斯  | 索伯-法拉利       | 1:31.681 | 1:31.010 |          | 14     |
| 15                 | 15   | 艾德里安·苏蒂尔    | 印度力量-梅赛德斯 | 1:31.320 | 1:31.010 |          | 15     |
| 16                 | 18   | 让-埃里克·维尔格尼 | 红牛二队-法拉利   | 1:31.629 | 1:31.104 |          | 16     |
| 17                 | 17   | 瓦尔特利·博塔斯    | 威廉姆斯-雷诺     | 1:31.693 |          |          | 17     |
| 18                 | 16   | 帕斯托·马尔多纳多  | 威廉姆斯-雷诺     | 1:31.707 |          |          | 18     |
| 19                 | 20   | 查尔斯·皮克        | 卡特汉姆-考斯沃斯 | 1:32.937 |          |          | 221    |
| 20                 | 22   | 儒勒·比安奇        | 玛鲁西亚-考斯沃斯 | 1:33.063 |          |          | 19     |
| 21                 | 21   | 吉多·范德加德      | 卡特汉姆-考斯沃斯 | 1:33.734 |          |          | 20     |
| 22                 | 23   | 马克斯·齐尔顿      | 玛鲁西亚-考斯沃斯 | 1:34.098 |          |          | 21     |
| 107% 时间:1:36.885 |      |                    |                   |          |          |          |        |
| 来源:              |      |                    |                   |          |          |          |        |

注：
1. ^1 查尔斯·皮克因为更换变速箱而退后5位发车。[16]

### 正赛
| 名次  | 车号 | 车手               | 车队              | 圈数 | 时间/退赛   | 发车位 | 积分 |
| ----- | ---- | ------------------ | ----------------- | ---- | ----------- | ------ | ---- |
| 1     | 1    | 塞巴斯蒂安·维特尔  | 红牛-雷诺         | 60   | 1:41.14.711 | 2      | 25   |
| 2     | 7    | 基米·莱科宁        | 路特斯-雷诺       | 60   | +1.008      | 4      | 18   |
| 3     | 8    | 罗曼·格罗斯让      | 路特斯-雷诺       | 60   | +5.830      | 5      | 15   |
| 4     | 3    | 费尔南多·阿隆索    | 法拉利            | 60   | +7.721      | 8      | 12   |
| 5     | 10   | 路易斯·汉密尔顿    | 梅赛德斯          | 60   | +26.927     | 1      | 10   |
| 6     | 5    | 简森·巴顿          | 迈凯伦-梅赛德斯   | 60   | +27.996     | 9      | 8    |
| 7     | 2    | 马克·韦伯          | 红牛-雷诺         | 60   | +37.562     | 3      | 6    |
| 8     | 6    | 塞尔希奥·佩雷斯    | 迈凯伦-梅赛德斯   | 60   | +38.306     | 13     | 4    |
| 9     | 9    | 尼科·罗斯伯格      | 梅赛德斯          | 60   | +46.821     | 11     | 2    |
| 10    | 11   | 尼克·胡肯伯格      | 索伯-法拉利       | 60   | +49.892     | 10     | 1    |
| 11    | 14   | 保罗·迪·雷斯塔     | 印度力量-梅赛德斯 | 60   | +53.771     | 12     |      |
| 12    | 19   | 丹尼尔·里奇亚多    | 红牛二队-法拉利   | 60   | +56.975     | 6      |      |
| 13    | 15   | 艾德里安·苏蒂尔    | 印度力量-梅赛德斯 | 60   | +57.738     | 15     |      |
| 14    | 12   | 埃斯特班·古铁雷斯  | 索伯-法拉利       | 60   | +1:00.160   | 14     |      |
| 15    | 16   | 帕斯托·马尔多纳多  | 威廉姆斯-雷诺     | 60   | +1:01.929   | 18     |      |
| 16    | 17   | 瓦尔特利·博塔斯    | 威廉姆斯-雷诺     | 59   | +1圈        | 17     |      |
| 17    | 20   | 查尔斯·皮克        | 卡特汉姆-考斯沃斯 | 59   | +1圈        | 22     |      |
| 18    | 21   | 吉多·范德加德      | 卡特汉姆-考斯沃斯 | 59   | +1圈        | 20     |      |
| 19    | 23   | 马克斯·齐尔顿      | 玛鲁西亚-考斯沃斯 | 59   | +1圈        | 21     |      |
| Ret   | 18   | 让-埃里克·维尔格尼 | 红牛二队-法拉利   | 24   | 水箱        | 16     |      |
| Ret   | 22   | 儒勒·比安奇        | 玛鲁西亚-考斯沃斯 | 23   | 引擎        | 19     |      |
| Ret   | 4    | 菲利佩·马萨        | 法拉利            | 3    | 衝出跑道    | 7      |      |
| 来源: |      |                    |                   |      |             |        |      |

### 赛后排名
|  | 名次 | 车手              | 分数 |
|  | ---- | ----------------- | ---- |
|  | 1    | 塞巴斯蒂安·维特尔 | 157  |
|  | 2    | 费尔南多·阿隆索   | 123  |
|  | 3    | 基米·莱科宁       | 116  |
|  | 4    | 路易斯·汉密尔顿   | 99   |
|  | 5    | 马克·韦伯         | 93   |

|  | 名次 | 车队              | 分数 |
|  | ---- | ----------------- | ---- |
|  | 1    | 红牛-雷诺         | 250  |
|  | 2    | 梅赛德斯          | 183  |
|  | 3    | 法拉利            | 180  |
|  | 4    | 路特斯-雷诺       | 157  |
|  | 5    | 印度力量-梅赛德斯 | 59   |

- 注: 只包括前五名。